# District de Lộc Ninh
Lộc Ninh est un district rural de la province de Bình Phước, dans la région du Sud-Est au Viêt Nam.

## Géographie
En 2003, le district comptait 102 291 habitants. Le district couvre une superficie de 862,98 km2. La capitale du district se trouve à Lộc Ninh. 